# Movimento Cần Vương
Il movimento Cần Vương (traducibile come "movimento di aiuto al monarca") fu un movimento di resistenza di stampo monarchico e antifrancese che si sviluppò nell'Indocina francese tra il 1885 e il 1889. La rivolta, avviata dal reggente Tôn Thất Thuyết e con il giovane imperatore Hàm Nghi come figura di riferimento,  iniziò nel luglio del 1885, quando la corte imperiale vietnamita fuggì dalla capitale Huế rifugiandosi nella fortezza di Tân Sở. Da qui Ham Nghi lanciò un appello alla resistenza contro i francesi e i collaborazionisti vietnamiti. Il movimento non ebbe alcuna struttura unitaria e fu guidato da leader locali che si limitarono ad attaccare le truppe francesi nelle loro province. Il movimento inizialmente prosperò, raggiunse il suo apice tra il 1887 e il 1888, ma fallì quando i francesi riversarono nell'Annam, scarsamente presidiato, le truppe delle loro basi del Tonchino e della Cocincina. Il movimento si spense gradualmente a partire dal 1889.

## Contesto

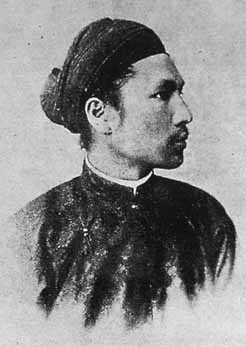
L'imperatore Hàm Nghi

Nel 1862, la dinastia Nguyễn aveva accettato di cedere la Cocincina come colonia alla Francia. Nel 1883, alla fine del regno dell'imperatore Tự Đức, la corte imperiale subì nuove pressioni francesi. Con il trattato Harmand del 1883 e il trattato Patenôtre del 1884 i francesi imposero la loro presenza militare permanente nella città imperiale di Huế, il protettorato sul Tonchino e il controllo del confine con la Cina. Il dominio dell'imperatore era ormai limitato all'Annam. Nell'agosto del 1884 i mandarini che reggevano l'impero dalla morte di Tự Đức misero sul trono il giovane imperatore Hàm Nghi. Il reggente Tôn Thất Thuyết, che dal 1862 spingeva per una guerra contro la Francia, approfittò della debolezza della corte per preparare una ribellione contro la potenza coloniale.
Da parte loro, i francesi cercarono di applicare i trattati del 1883 e del 1884, e nell'autunno del 1884 organizzarono anche un colpo di stato militare contro l'imperatore, nel caso in cui la corte imperiale non avesse collaborato. La situazione si sbloccò nel giugno 1885, quando Francia e Cina firmarono il trattato di Tientsin, con il quale la Cina rinunciava implicitamente alle sue storiche pretese di sovranità sul Vietnam. Ormai libero da distrazioni esterne, il governo francese era determinato a ottenere il dominio diretto sul Vietnam. La missione fu affidata al generale Henri Roussel de Courcy.
Nel maggio 1885 de Courcy arrivò ad Hanoi e prese il controllo delle forze militari francesi in Tonchino. Con l'obiettivo di rimuovere i reggenti Tôn Thất Thuyết e Nguyễn Văn Tường, de Courcy si recò a Huế con una scorta di truppe del Corpo di spedizione del Tonchino.

## L'imboscata di Huế, luglio 1885
Giunto a Huế il 3 luglio 1885, de Courcy convocò nella sua residenza i principi e gli alti mandarini della corte imperiale per discutere in merito alla presentazione delle sue credenziali all'imperatore. Durante la riunione pretese che, al momento delle presentazione delle credenziali, il cancello centrale della reggia venisse aperto e che l'imperatore scendesse dal trono per salutarlo. Fece anche commenti sull'assenza di Tôn Thất Thuyết, lasciando intendere che quest'ultimo stesse pianificando un'aggressione nei suoi confrontii. Dopo aver saputo che Tôn Thất Thuyết era malato, de Courcy rispose che avrebbe dovuto partecipare comunque alla riunione e minacciò di farlo arrestare. Infine, de Courcy rifiutò i doni inviati dall'imperatore e chiese un tributo ai vietnamiti.

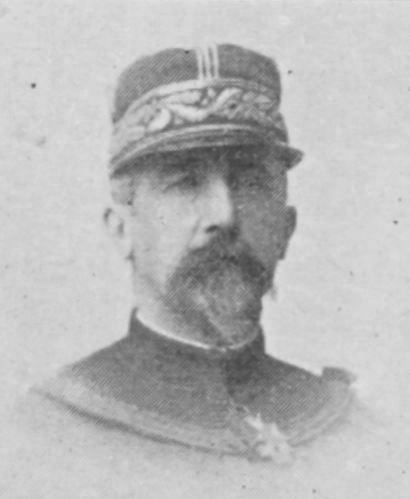
Léon-Frédéric-Hubert Metzinger (1842–1914)

Dopo il ricevimento, Nguyễn Văn Tường ebbe un incontro con Tôn Thất Thuyết per discutere degli eventi accaduti durante la riunione. Entrambi i mandarini concordarono sul fatto che l'intenzione di de Courcy fosse quella di rimuoverli e quindi decisero per un attacco a sorpresa contro i francesi. Quella stessa notte i francesi furono aggrediti da migliaia di insorti vietnamiti. Il generale de Courcy radunò i suoi uomini e, insieme alle truppe francesi dislocate intorno alla cittadella di Huế, riuscì a respingere gli attacchi. Più tardi, sotto la guida dello chef de bataillon Metzinger, i francesi organizzarono un riuscito contrattacco da ovest, facendosi strada attraverso i giardini della cittadella e conquistando il palazzo imperiale. All'alba le forze francesi isolate si erano riunite e avevano preso il pieno controllo della cittadella e, adirati per quello che consideravano un tradimento da parte vietnamita, saccheggiarono il palazzo reale. In seguito al fallimento dell'"imboscata di Huế", come fu subito ribattezzata dai francesi, Hàm Nghi e altri membri della famiglia imperiale fuggirono da Huế e si rifugiarono nella base militare montana di Tân Sở. Tôn Thất Thuyết, che aveva aiutato Hàm Nghi a fuggire da Huế, convinse ll giovane imperatore a emanare un editto che invitava il popolo a sollevarsi e "aiutare il re" (Cần Vương). Nell'Annam migliaia di patrioti vietnamiti risposero a questo appello e questo fatto diede nuova forza anche alla resistenza antifrancese nel Tonchino, gran parte del quale era finito sotto il controllo francese durante la guerra franco-cinese.
L'editto Cần Vương fu senza dubbio un punto di svolta nella resistenza vietnamita al dominio francese. Per la prima volta la corte reale aveva un obiettivo condiviso con i contadini del nord e del sud, in netto contrasto con le aspre divisioni tra la corte reale e i suoi sudditi che avevano ostacolato fino a quel momento la resistenza ai francesi. La fuga dell'imperatore e della sua corte nelle campagne, tra i contadini, ebbe serie implicazioni sia per i resistenti sia per i collaborazionisti. In primo luogo diede autorità morale e spirituale alla resistenza. I mandarini che sceglievano di collaborare con i francesi non potevano più affermare di lavorare per conto della corte ed erano costretti a riconoscere il fatto di essere strumenti di una potenza straniera. Dall'altra parte, i mandarini che sceglievano di combattere contro i francesi anche senza la tradizionale sanzione imperiale potevano comunque rivendicare la propria scelta. Assistere alle privazioni subite dall'imperatore e dal suo seguito permise ai sudditi di sviluppare una nuova empatia nei confronti dell'imperatore e un maggiore odio verso i francesi. L'imperatore ora poteva promulgare editti in tutto il Paese, invitando i sudditi di ogni provincia e villaggio a sollevarsi e a resistere. Infine, ma non meno importante, la capitale Huế e le dinastie che aveva ospitato avevano storicamente svolto un ruolo attivo nelle lotte contro le aggressioni mongole e cinesi: era patria di leader e fonte di immagini patriottiche per il resto del Paese. La loro partecipazione alla resistenza avrebbe collegato il Cần Vương ai precedenti vittoriosi movimenti; cosa che poi accadde anche con quelli successivi, fino all'era moderna.

## Attacchi ai cristiani vietnamiti
I francesi schieravano più di 35000 militari nel Tonchino e alcune migliaia nel Cocincina, ma solo solo poche centinaia nell'Annam, sparsi intorno alle cittadelle di Huế, Thuận An, Vinh e Quy Nhơn. A fare le spese della scarsità di truppe francesi nell'Annam furono i cristiani vietnamiti, da tempo considerati potenziali alleati dei francesi e contro i quali gli insorti diressero la loro rabbia. Anche se i numeri sono controversi, sembra probabile che tra la fine di luglio e la fine di settembre del 1885 i combattenti del Cần Vương abbiano ucciso circa 40000 convertiti, eliminando quasi un terzo della popolazione cristiana del Vietnam. I massacri peggiori ebbero luogo in due città a sud di Huế, Quảng Ngãi e Bình Định, dove furono uccisi circa 24000 uomini, donne e bambini, su una popolazione cristiana totale di 40000 persone. Altri 7500 cristiani vennero uccisi nella provincia di Quảng Trị. Anche in altre province vi furono vittime, ma in numero notevolmente inferiore. In molte zone i cristiani reagirono sotto la guida di sacerdoti francesi e spagnoli, esortati dai loro vescovi a difendersi con ogni mezzo a disposizione. Pur in inferiorità numerica, i cristiani furono comunque in grado di infliggere alcune sconfitte alle formazioni del Cần Vương.

## Intervento militare francese dal Tonchino
I francesi per diverse settimane non credettero alle voci sui massacri di cristiani provenienti dall'Annam, ma la loro effettiva portata divenne finalmente chiara e i francesi reagirono. Le truppe del Corpo di spedizione del Tonchino, che nel giugno 1885 aveva raggiunto la forza di 35000 uomini, entarono nell'Annam. Inizialmente il governo francese aveva proibito di lanciare un'invasione su larga scala, e de Courcy decise quindi di far sbarcare le truppe lungo la costa del Vietnam centrale con l'obiettivo di conquistare alcuni punti strategici e di proteggere le comunità cristiane vietnamite. All'inizio di agosto del 1885 il tenente colonnello Chaumont guidò un battaglione di fanteria di marina attraverso le province di Hà Tĩnh e Nghệ An per occupare la cittadella di Vinh. Nell'Annam meridionale, 7000 cristiani sopravvissuti al massacro di Bình Định si rifugiarono nella piccola concessione francese di Quy Nhơn. Alla fine dell'agosto 1885 una colonna di 600 soldati francesi e tonchinesi al comando del generale Léon Prud'homme salpò da Huế a bordo delle navi da guerra La Cocheterie, Brandon, Lutin e Comète e sbarcò a Quy Nhơn, che liberò dall'assedio. Quindi Prud'homme marciò su Bình Định. Il 1º settembre 1885 gli insorti vietnamiti tentarono di bloccare la sua avanzata. Armati solo di lance e di armi da fuoco antiquate e schierati in masse che costituivano facili bersagli per l'artiglieria francese, i combattenti del Cần Vương non furono all'altezza dei veterani di Prud'homme e vennero spazzati via. Il 3 settembre 1885 i francesi entrarono a Bình Định. Tre mandarini vietnamiti furono processati e giustiziati per la loro complicità nel massacro dei cristiani. Nel novembre 1885 la "colonna Annam", al comando del tenente colonnello Mignot, partì da Ninh Bình, nel Tonchino meridionale, e marciò fino a Huế, disperdendo le bande di insorti che incontrava lungo il suo cammino.

## Risposta politica francese
I francesi risposero politicamente alla rivolta continuando a cercare di raggiungere accordi per il consolidamento del loro protettorato sia nell'Annam sia nel Tonchino. Furono aiutati dal fatto che il movimento Cần Vương non godeva di un sostegno unanime. La regina madre, Từ Dũ, e altri membri della famiglia reale vietnamita abbandonarono Hàm Nghi e tornarono a Huế poco dopo l'inizio della rivolta. Nel settembre 1885, per indebolire il sostegno a Hàm Nghi, il generale de Courcy intronizzò il fratello del giovane imperatore, Đồng Khánh. Molti vietnamiti considerarono Đồng Khánh un imperatore fantoccio, ma non tutti: uno dei più importanti leader vietnamiti, il principe Hoàng Kế Viêm, che aveva combattuto i francesi per diversi anni nel Tonchino, gli diede la sua fedeltà.

## Assedio di Ba Đình, gennaio 1887
L'assedio di Ba Đình (dicembre 1886-gennaio 1887), nella provincia di Thanh Hóa, fu uno degli scontri decisivi tra gli insorti e i francesi. L'assedio fu deliberatamente voluto da uno dei leader della resistenza vietnamita, Đinh Công Tráng, che costruì un enorme campo fortificato vicino al confine tra il Tonchino e l'Annam e sfidò i francesi ad attaccarlo. I francesi, con 3500 soldati, 3000 coolie e 20 pezzi di artiglieria poserò l'assedio al campo per due mesi, durante i quali i difensori furono sottoposti a incessanti bombardamenti. Il 20 gennaio 1887 gli insorti superstiti furono costretti a fuggire da Ba Đình e il giorno seguente i francesi entrarono nella roccaforte vietnamita abbandonata. Le perdite francesi durante l'assedio ammontarono a soli 19 morti e 45 feriti, mentre le perdite vietnamite furono migliaia. La sconfitta di Ba Đình evidenziò la disunione del movimento Cần Vương: Đinh Công Tráng confidava nel fatto che, mentre lui teneva impegnati nell'assedio i francesi, altri resistenti li avrebbero attaccati dalle retrovie, ma nei fatti ciò non accadde.

## Intervento militare francese dalla Cocincina e cattura di Hàm Nghi
La catastrofe di Ba Định mise in ginocchio il movimento Cần Vương nell'Annam settentrionale e nel Tonchino. La prima metà del 1887 vide anche il crollo del movimento nelle province meridionali di Quảng Nam, Quảng Ngãi, Bình Định e Phú Yên. Per diversi mesi, dopo la breve campagna di Prud'homme del settembre 1885, i combattenti del Cần Vương nel Vietnam meridionale non avevano praticamente avuto scontri con i francesi. Il Corpo di spedizione del Tonchino era impegnato nel Tonchino e nell'Annam settentrionale, mentre le truppe francesi in Cocincina erano impegnate a fronteggiare un'insurrezione nel protettorato francese della Cambogia. Nei primi mesi del 1886 gli insorti approfittarono della debolezza francese nel sud per estendere la loro influenza nel Khánh Hòa e nel Bình Thuận, le province più meridionali dell'Annam. Le forze del Cần Vương erano ormai molto vicine alle postazioni francesi in Cocincina e le autorità di Saigon finalmente reagirono. Nel luglio 1886 fu formata una "colonna d'intervento" di 400 uomini, la Garde indigène, composta da truppe francesi e da partigiani vietnamiti guidati da Trần Bá Lộc. La colonna sbarcò a Phan Ry, sulla costa della provincia di Bình Thuận, della quale ottenne il controllo nel settembre 1886. Nella primavera successiva i francesi si spostarono nelle province di Bình Định e Phú Yên. Uno dei leader dei Cần Vương passò dalla parte dei francesi e la resistenza crollò presto. Nel giugno 1887 i francesi avevano preso il controllo delle province annamesi a sud di Huế. Più di 1500 insorti del Cần Vương deposero le armi e contro i loro leader Trần Bá Lộc organizzò brutali rappresaglie. Nel 1888 Ham Nghi, tradito dalle sue guardie, fu catturato dalle autorità coloniali e deportato in Algeria.

## Resistenza dopo il 1888
Con la cattura dell'imperatore, il movimento Cần Vương perse il suo scopo principale, ma la resistenza antifrancese continuò ancora per alcuni anni, anche se sotto altre forme.
Il movimento il Văn Thân ("Resistenza degli studiosi") fu guidato da studiosi confuciani, ma, in contrasto con la natura monarchica del movimento Cần Vương, aveva carattere esclusivamente antifrancese. Nel 1892, il Văn Thân fu sconfitto e i suoi leader si rifugiarono in Cina.
Nel 1894 lo scoppio della prima guerra sino-giapponese mise in difficoltà i focolai di rivolta ancora esistenti. Fino ad allora era stato relativamente facile per partigiani, armi e rifornimenti attraversare il confine sino-vietnamita e sostenere la resistenza. Con lo scoppio della guerra, i mandarini cinesi lungo la frontiera con il Tonchino ricevettero l'ordine di evitare di entrare in urto con i francesi e il confine fu chiuso.
Phan Đình Phùng, che fu uno degli ultimi e più importanti leader del Văn Thân, riuscì a tenere con le sue truppe la provincia di Hà Tĩnh, nel Vietnam centrale, fino al 1896, quando morì di dissenteria.
L'ultimo dei leader della resistenza del Cần Vương, e anche il più famoso e uno dei pochi a sopravvivere alla fine della resistenza antifrancese, fu Đề Thám. Era il leader di una banda armata che operava nelle montagne del Vietnam settentrionale, nel Yên Thế. Riuscì a vanificare i tentativi francesi di pacificare la zona fino al 1897, quando raggiunse con loro un accordo.

## Ricadute nei rapporti con la Cambogia
Il movimento Cần Vương assorbì a tal punto la capacità militare della Francia che il re cambogiano Norodom ebbe sufficiente margine di manovra da vanificare il trattato franco-cambogiano del 1884, che prevedeva l'annessione de facto del suo Paese. Le autorità coloniali di Saigon accettarono nell'agosto del 1886 una revisione del trattato, pur di non rischiare una guerra su due fronti.

## Significato
Il movimento del Cần Vương fu il primo movimento di resistenza antifrancese che coinvolse tutti gli strati della società vietnamita, nobiltà, borghesia e contadini. Questo sostegno massiccio e spontaneo, però, rivelò anche delle debolezze. Anche se esistevano circa 50 nuclei di resistenza, mancavano infatti la collaborazione e un'autorità militare unificata. L'editto di Cần Vương era stato diffuso in ogni parte del Paese, ma le azioni intraprese dalla resistenza si limitarono ad aree ristrette, senza coordinamento fra l'una e l'altra e senza mai assumere una portata nazionale.
Il movimento Cần Vương segnò anche la caduta dell'ultima dinastia vietnamita indipendente e con essa della burocrazia erudita. Tuttavia, le narrazioni della loro lotta contro la dominazione straniera continuarono a vivere e furono tramandate alle generazioni successive, alcune delle quali furono testimoni in prima persona delle debolezze e dei punti di forza del movimento.
Le autorità coloniali francesi cercarono di dipingere i ribelli come banditi o pirati, pur essendo consapevoli dei loro obiettivi politici. In seguito sia i ribelli anticolonialisti sia il movimento nazionalista hanno avuto come modello il movimento Cần Vương. La mente del nazionalismo militante vietnamita Phan Bội Châu aveva buoni contatti con i veterani del movimento e si considerava il loro erede.
Dopo aver preso il potere nella Rivoluzione di agosto, Ho Chi Minh fece ribattezzare la piazza centrale di Hanoi col nome di piazza Ba-Đình, per commemorare la resistenza della fortezza. La piazza è oggi sede del suo mausoleo.